# 皮膚がん
皮膚がん（ひふがん）は、皮膚に生じた悪性新生物の総称である。主なものに基底細胞癌、有棘細胞癌、悪性黒色腫が含まれるほかさまざまなものがある。皮膚に生じる悪性新生物としてはそのほか皮膚T細胞リンパ腫である菌状息肉症、セザリー症候群などがある。日光角化症、ボーエン病、パジェット病は表皮内癌である。
| 癌腫           | 説明 | 症例写真 |
| -------------- | --- | -------- |
| 基底細胞癌     | 表皮の基底細胞や毛包を構成する細胞から発病する皮膚癌。最も発生が多い。                                      |          |
| 有棘細胞癌     | 表皮の有棘層の細胞が癌化する皮膚癌。基底細胞癌に次いで発生頻度が高い。                                      |          |
| 悪性黒色腫     | メラニン色素を作り出すメラノサイトが癌化して発生する皮膚癌。人種差がある。                                  |          |
| ボーエン病     | 表皮の有棘層の細胞が癌化し、表皮の中だけに留まっている状態。 （表皮内癌）                                   |          |
| パジェット病   | 主に汗を産生する汗器官由来の細胞が癌化する表皮内癌の一種。 真皮まで腫瘍が浸潤したものをパジェット癌と呼ぶ。 |          |
| 日光角化症     | 紫外線によく当たる部位に好発する。皮膚表面が乾燥、発赤し、瘡蓋を生じる。 （表皮内癌）                       |          |
| 菌状息肉症     | 皮膚に原発するCD4陽性T細胞の悪性リンパ腫。                                                                  |          |
| セザリー症候群 | 全身発赤と掻痒が出現し、発熱とリンパ節腫脹も伴う皮膚の悪性リンパ腫の一種。                                  |          |

## 解説
皮膚の表面に過剰な紫外線や化学物質などによる刺激により皮膚組織ががん化し発生するといわれている。最近ではオーストラリア・ニュージーランドなどで患者が増えているとされている。これはフロンガスによるオゾン層破壊が進み、太陽からの紫外線の量が増加したためと考えられる。

2004年における10万人毎の皮膚がんによる死亡者数（年齢標準化済み）
データ無し
0.7以下
0.7-1.4
1.4-2.1
2.1-2.8
2.8-3.5
3.5-4.2
4.2-4.9
4.9-5.6
5.6-6.3
6.3-7
7-7.7
7.7以上

## 皮膚がんになった人物
- 里見真三
- ヒュー・ジャックマン - 2017年に鼻に出来たがんを除去し80針を縫った
- ソニー・スティット
- キャシー中島 - 2016年に手術
- ジミー・バフェット - メルケル細胞がん
- 吉村弘

参考　Category:皮膚癌で亡くなった人物